# Instituto Botánico de Castilla-La Mancha
El Instituto Botánico de Castilla-La Mancha o Instituto de Investigaciones Botánicas de Castilla-La Mancha (IIBCLM) es un centro de investigación en botánica perteneciente a la Universidad de Castilla-La Mancha situado en la ciudad española de Albacete. Fue creado en 2010, ocupando un nuevo edificio situado dentro del Jardín Botánico de Castilla-La Mancha, jardín botánico de 7 hectáreas con 2100 especies y 28 000 plantas. Además cuenta con otro edificio para conferencias, congresos y exposiciones situado junto al anterior. Es uno de los institutos botánicos más importantes de España.
El instituto conserva las principales colecciones botánicas creadas en Castilla-La Mancha, que comprenden, en la actualidad, más de 15 000 ejemplares de herbario. También dispone de laboratorios dedicados a la conservación de las especies autóctonas, banco de germoplasma, ecología, micología, etc.

## Investigación
El instituto botánico desarrolla una amplia labor de investigación científica en el campo de la botánica y materias relacionadas. El trabajo del instituto de investigación se divide en cuatro secciones: dos de ellas están orientadas al campo de la botánica (colecciones vegetales, banco de germoplasma y herbarios); una a la incidencia medioambiental de las colecciones vegetales y otra a la caracterización y mejora del material vegetal. En esta última sección se hace hincapié en los materiales vivos que tienen capacidad de adaptación en situaciones negativas.
El instituto destaca por la elaboración de un herbario regional con un catálogo de las especies propias de Castilla-La Mancha para su investigación y conservación, así como por los estudios taxonómicos orientados hacia el esclarecimiento de las relaciones de parentesco entre los diferentes grupos de plantas.
La conservación, manejo y propagación de material vegetal (determinación de viabilidad, requisitos de germinación y eliminación de latencia), la biología reproductiva y las técnicas de cultivo “in vitro”, son otras de las líneas de investigación en las que trabajan los investigadores de este centro, además del desarrollo de aspectos propios de la etnobotánica para conocer las relaciones planta-hombre e interpretar el significado cultural de las mismas.
El centro cuenta con indicadores de investigación como los estudios de adaptación de material vegetal a determinadas zonas, de caracterización o de identificación de las características propias de ese material. Para ello, dispone de técnicas de biología molecular e identificación a través de ADN para la investigación en caracterización de material vegetal.

## Banco de germoplasma vegetal
El instituto botánico cuenta con un banco de germoplasma, que comenzó su andadura en 2007, diseñado para conservar semillas de tipo ortodoxo (admiten desecación hasta el 4-5 % de humedad y temperaturas bajas de -10 °C) pertenecientes a especies de la flora amenazada regional castellano-manchega, así como de otras especies. En 2014 el número de accesiones conservadas ascendió a 872, de las que 830 correspondieron a material recogido en estado silvestre y 42 a material cultivado en el Jardín Botánico de Castilla-La Mancha.

## Instalaciones
El instituto botánico se encuentra situado dentro del Jardín Botánico de Castilla-La Mancha, en la ciudad de Albacete. Cuenta con dos edificios anexos: uno de investigación, con laboratorios, donde se encuentra su sede, y otro de servicios, para conferencias, congresos y exposiciones, con salón de actos.